# アパトドン
アパトドン（学名 : Apatodon）は現在のアメリカに生息した正当性が疑わしい恐竜の属の一つである。アロサウルスのシノニムの可能性がある。  

## 歴史
オスニエル・チャールズ・マーシュはこの属を命名するにあたって、最初は中生代のブタのような動物の歯と顎だと考えた。しかし、すぐにこれが侵食された椎骨で、ロッキー山脈地域のモリソン累層（年代未詳）で発見されたおそらく恐竜のものであると示した。マーシュは神経棘をブタのような動物の歯と誤認したようである。
発見されている唯一の標本は特定の恐竜の種として同定するのに十分だとはみなされていない。しかし、現在では一部の研究者（特にジョージ・オルシェフスキー）によりAllosaurus fragilisのものである可能性が高いとされている。しかし、ホロタイプである部分的な化石は失われており、解決はもはや不可能である。

## 語源
属名は古代ギリシャ語で「惑わせる」もしくは「詐欺」の意味のαπατηと「歯」の意味のοδους（所有格οδοντος）から派生し、最初誤って同定してしまったことに由来している。

## 参照
1. ↑  Marsh, O. C. (1877). "Notice of some new vertebrate fossils". American Journal of Arts and Sciences. 14, 249-256.
2. ↑  Baur, G. 1890. A review of the charges against the paleontological department of the U.S. Geological Survey and of the defense made by Prof. O.C. Marsh. American Naturalist 24:288-204.
3. ↑  Olshevsky, (1991). "A revision of the parainfraclass Archosauria Cope, 1869, excluding the advanced Crocodylia". Mesozoic Meanderings, 2: 196 pp.
4. ↑  “Non-theropods”. Template:Cite webの呼び出しエラー：引数 accessdate は必須です。